# ランスのノートルダム大聖堂、サン＝レミ旧大修道院、トー宮殿
ランスのノートルダム大聖堂、サン＝レミ旧大修道院及びトー宮殿は、フランスにある世界遺産のひとつ。

## ノートルダム大聖堂
詳しくはノートルダム大聖堂_(ランス)を参照のこと。
ランスのノートルダム大聖堂では、フランク王国のクロヴィスが洗礼を受けたとされることにちなみ、歴代のフランス王たちの戴冠式が挙行されてきた。現存するゴシック様式の大聖堂は、13世紀以降のものである。

## サン＝レミ聖堂

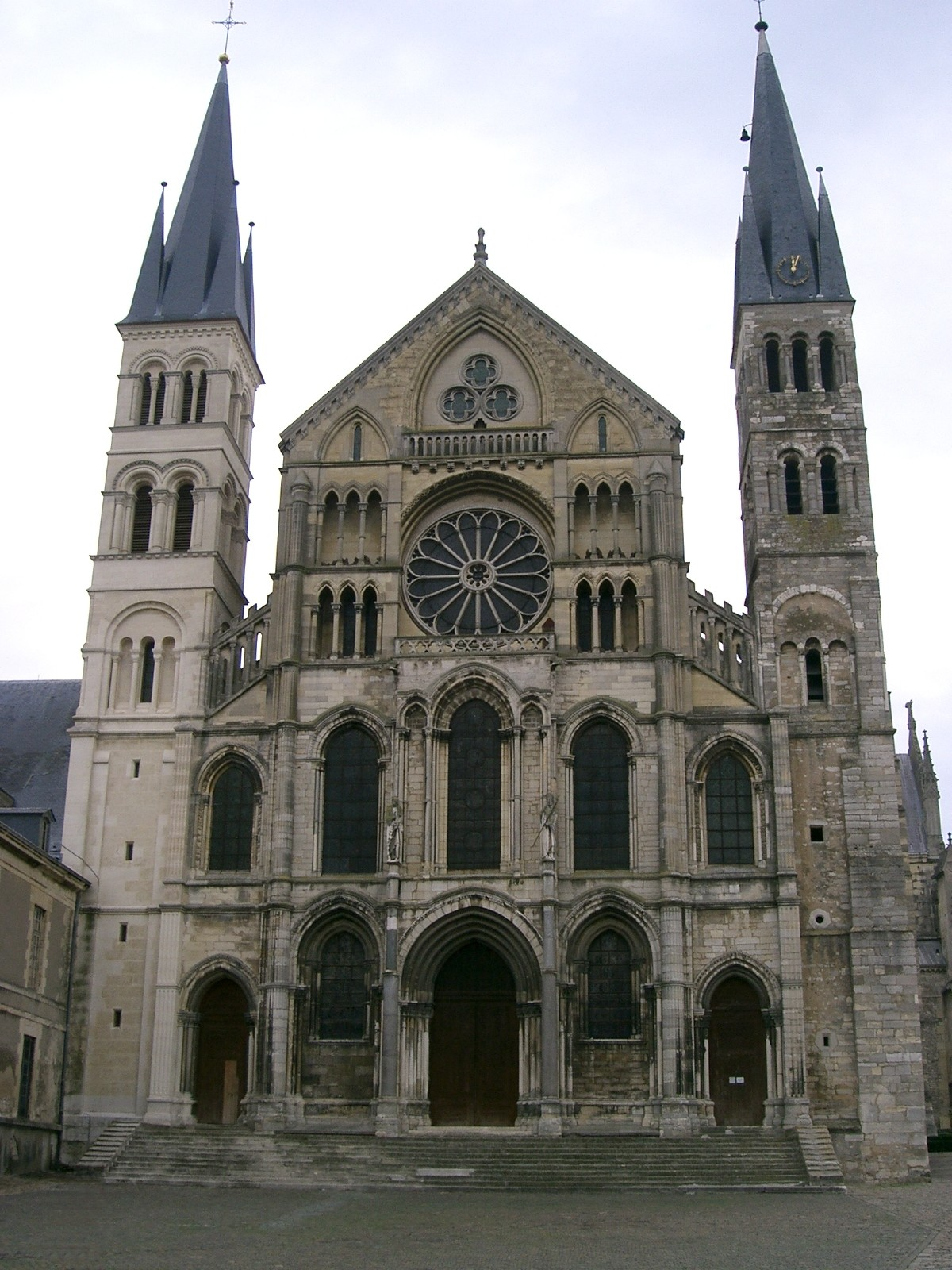
サン＝レミ聖堂

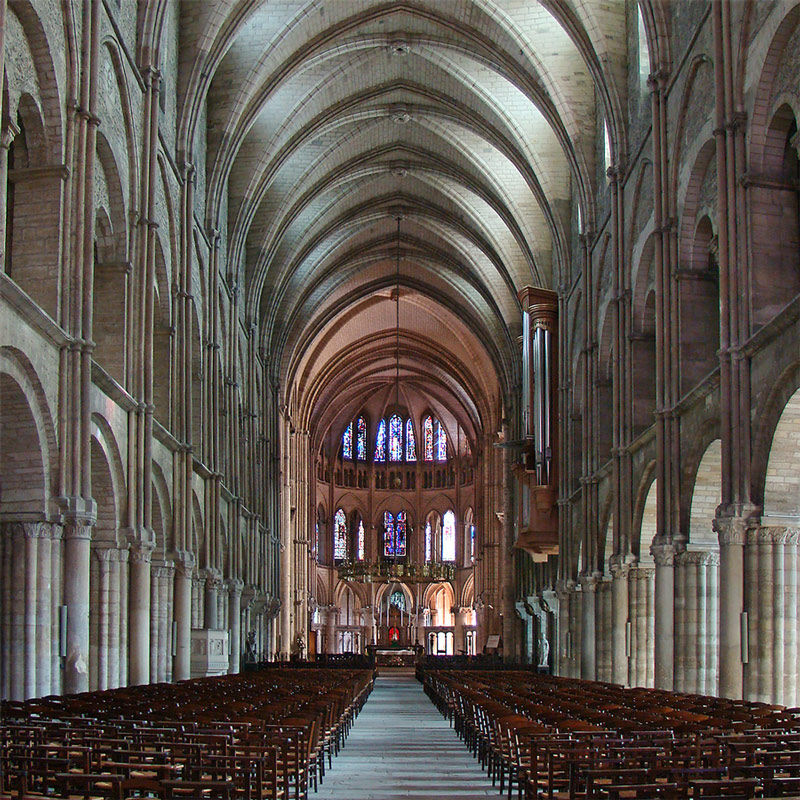
内部

サン＝レミ聖堂 (Basilique Saint-Remi) は、1000年頃に建造されたバシリカ式教会堂である。世界遺産としての登録名は「サン＝レミ旧大修道院」。なお、"Remi" は現代フランス語では「ルミ」と発音する綴りだが、かつてアクサン＝テギュがなかったころの慣例に従って「レミ」(Rémi) と同様に発音される。
この教会の名は、クロヴィスの洗礼を行った聖レミに由来し、その聖遺物（遺体）が安置されている。この教会は1049年にローマ教皇レオ9世によって聖レミに捧げられた。
ロマネスク様式の身廊と翼廊は、この教会で最も古いものである。ただし、翼廊の南のファサードは一番時代が新しい。内陣と後陣は12世紀から13世紀にかけて作られたものである。
価値ある記念品の類はフランス革命の際に盗難に遭った。また、聖レミの墓にしても19世紀に再建されたものである。ただし、後陣の12世紀のステンドグラスや、聖レミの歴史を綴ったタペストリーは現存している。
1918年8月1日にはドイツ軍の砲撃にさらされ、屋根が炎上・崩落した。壁に損傷はなかったものの、床には破片が散乱していたという。
サン＝レミ聖堂に隣接するサン＝レミ博物館は、元は18世紀にベネディクト会の修道院として用いられていたもので、サン＝レミ聖堂とともに世界遺産に登録されている。世界遺産の登録名「サン＝レミ旧大修道院」はこの建物に由来する。当博物館では、ガロ＝ローマンの文化遺産をはじめとする町の歴史に関する展示が行われている。

## トー宮殿

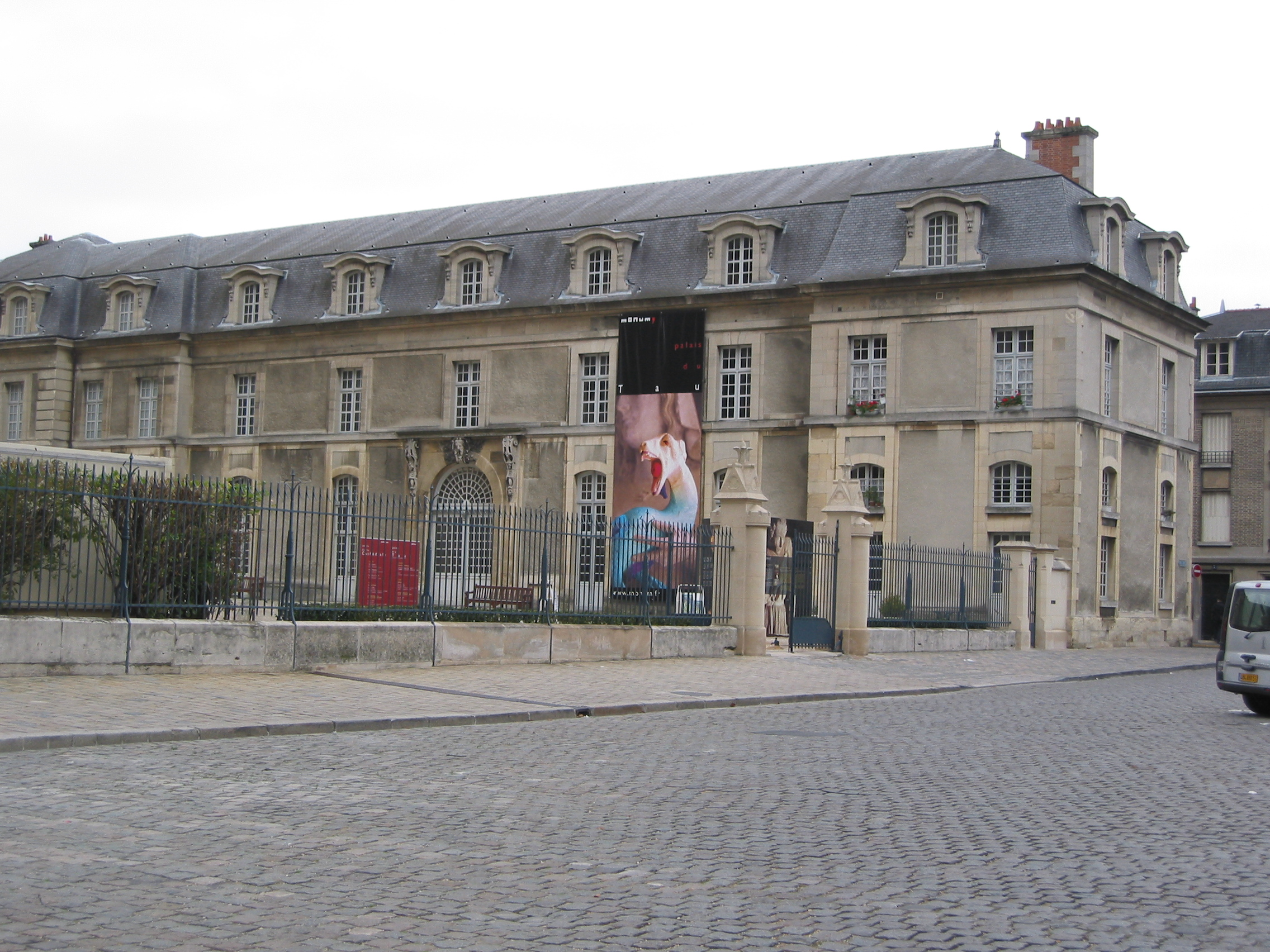
トー宮殿

トー宮殿ないしト宮殿 (Palais du Tau) は、1498年から1509年に建造された大司教の館。1675年に部分的に改修され、1914年9月19日の火災の後にも修復された。名前はギリシャ文字のτ（タウ）から付けられたものであり、平面図がT字型をしていたことにちなんでいる。ノートルダム大聖堂に隣接し、国王の戴冠式の際には期間中の国王の御座所としても使われた。
1972年以降、トー宮殿はタペストリーなどの大聖堂に関わる品々、あるいは戴冠式に関わりのあった品々などを展示する国立博物館となっている。

## 登録基準
この世界遺産は世界遺産登録基準のうち、以下の条件を満たし、登録された（以下の基準は世界遺産センター公表の登録基準からの翻訳、引用である）。
- (1) 人類の創造的才能を表現する傑作。
- (2) ある期間を通じてまたはある文化圏において、建築、技術、記念碑的芸術、都市計画、景観デザインの発展に関し、人類の価値の重要な交流を示すもの。
- (6) 顕著で普遍的な意義を有する出来事、現存する伝統、思想、信仰または芸術的、文学的作品と直接にまたは明白に関連するもの（この基準は他の基準と組み合わせて用いるのが望ましいと世界遺産委員会は考えている）。